# Унг
Унг (венг. Ung, словац. Užský komitát) — исторический комитат в северо-восточной части Венгерского королевства. В дореволюционных источниках встречаются названия Ужский, или Ужанский, или Унгский комитат.
В настоящее время две трети территории комитата входит в состав Закарпатской области Украины, треть — в состав Михаловецкого и Собранецкого районов Словакии. Административным центром являлся Ужгород.

## География
С севера территория была ограничена Карпатами, с юга — Тисой и Латорицей, с запада — Лаборцом. В 1910 году территория комитата составляла 3230 км².

## История
Унг был одним из старейших комитатов Венгрии, основанным в 1000 году королем Иштваном Святым. После поражения Австро-Венгрии в Первой мировой войне и её распада в 1918 г., согласно Трианонскому договору 1920 года, почти вся территория комитата отошла к Чехословакии (входила в состав Подкарпатской Руси и Словакии), небольшая часть в районе города Захонь — к Венгрии. В 1939 году западная часть была оккупирована Венгрией, в 1944 году она была освобождена Красной Армией. В 1945 году Подкарпатская Русь отошла к СССР, а западная часть, именуемая Восточный Земплин (см. Уг), осталась в составе Словакии.

## Население
Согласно переписи 1910 г., на территории комитата Унг проживали:

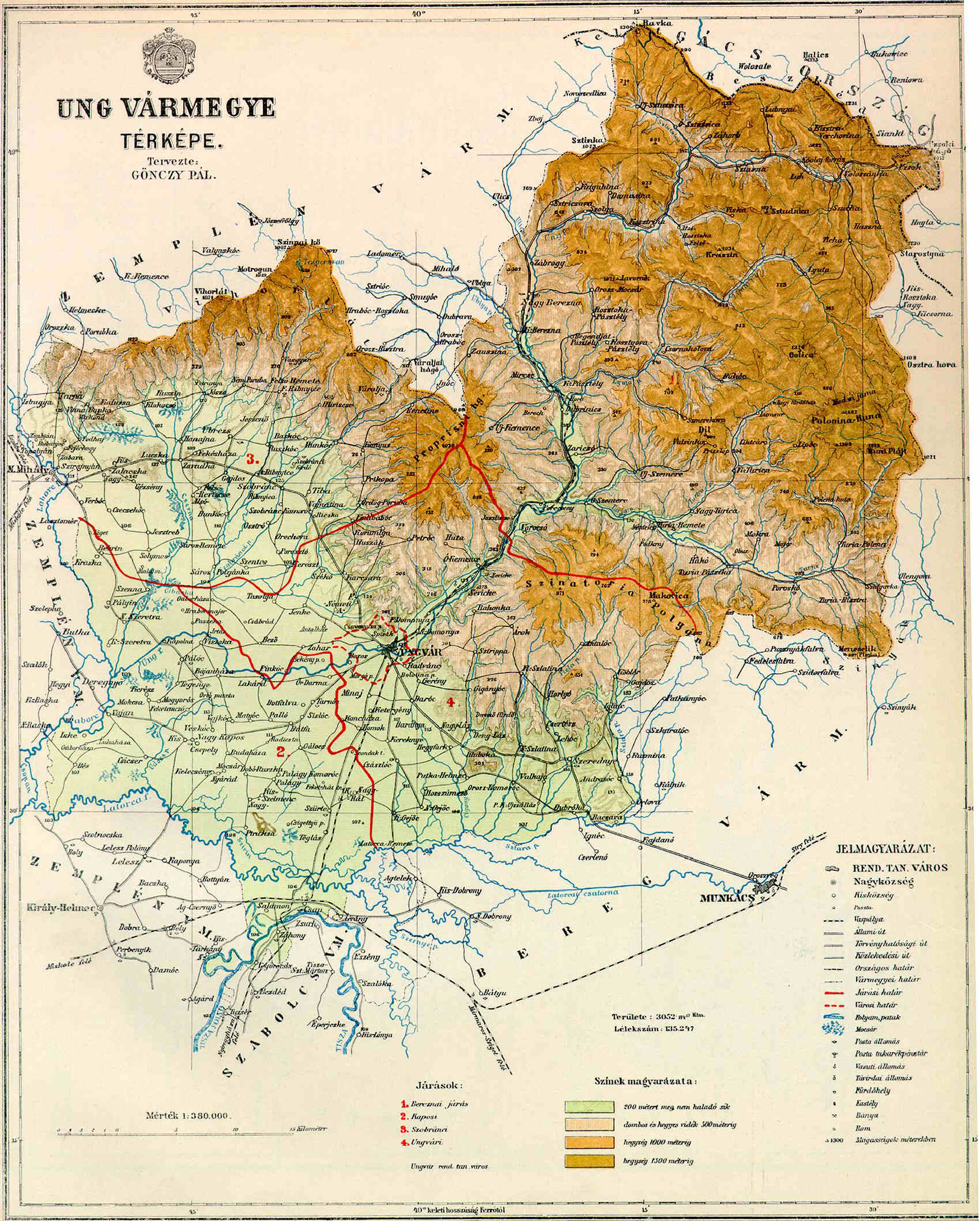
Карта комитата

- Русины: 61 711
- Венгры: 53 824
- Словаки: 36 364
- Немцы: 8383
- Евреи
- Цыгане
- Румыны

## Административное деление
В 1773 году существовали три района: Ужгородский, Собранецкий и Капушанский.
| Округа          | Округа           |
| Округ           | Адм. центр       |
| --------------- | ---------------- |
| Надьберезна     | Великий Березный |
| Надькапош       | Вельке Капушаны  |
| Перечень        | Перечин          |
| Середне         | Середне          |
| Собранц         | Собранце         |
| Унгвар          | Ужгород          |
| Свободный город |                  |
| Ужгород         |                  |